# Qualificazioni al campionato europeo femminile di pallavolo 2017
Le qualificazioni al campionato europeo femminile di pallavolo 2017 si sono svolte dal 20 maggio al 9 ottobre 2016: al torneo hanno partecipato ventinove squadre nazionali europee e nove si sono qualificate al campionato europeo 2017.

## Regolamento

### Formula
Le otto squadre posizionate nel ranking CEV nelle posizioni più basse hanno disputato una prima fase con formula del girone all'italiana: la prima classificata di ogni girone e la migliore seconda classificata hanno acceduto alla seconda fase. Alla seconda fase hanno partecipato ventiquattro squadre con formula del girone alla italiana, con gare di andata e ritorno: al termine della seconda fase la prima classificata di ogni girone si è qualificata per il campionato europeo 2017, mentre la seconda classificata di ogni girone ha acceduto alla terza fase. Alla terza fase hanno partecipato sei squadre con scontro diretto, con gare di andata e ritorno (coi punteggi di 3-0 e 3-1 sono assegnati 3 punti alla squadra vincente e 0 a quella perdente, col punteggio di 3-2 sono assegnati 2 punti alla squadra vincente e 1 a quella perdente; in caso di parità di punti dopo le due partite viene disputato un golden set): le tre squadre vincitrici si sono qualificate per il campionato europeo 2017.

### Criteri di classifica
Se il risultato finale è stato di 3-0 o 3-1 sono stati assegnati 3 punti alla squadra vincente e 0 a quella sconfitta, se il risultato finale è stato di 3-2 sono stati assegnati 2 punti alla squadra vincente e 1 a quella sconfitta.
L'ordine del posizionamento in classifica è stato definito in base a:
- Numero di partite vinte;
- Punti;
- Ratio dei set vinti/persi;
- Ratio dei punti realizzati/subiti;
- Risultati degli scontri diretti.

## Squadre partecipanti
| - Austria - Belgio - Bielorussia - Bosnia ed Erzegovina - Bulgaria - Croazia - Danimarca - Estonia | - Finlandia - Francia - Grecia - Israele - Italia - Lettonia - Lituania - Lussemburgo | - Montenegro - Norvegia - Polonia - Portogallo - Rep. Ceca - Romania - Slovacchia - Slovenia | - Spagna - Svezia - Svizzera - Ucraina - Ungheria |

## Torneo

### Prima fase
| Girone 1    | Girone 2             |
| ----------- | -------------------- |
| Danimarca   | Bosnia ed Erzegovina |
| Estonia     | Lituania             |
| Lussemburgo | Montenegro           |
| Svezia      | Norvegia             |

#### Girone 1

##### Risultati
| 20 maggio 2016 Audentes Sports Centre, Tallinn Durata: 1h:38 - Spettatori: 100 | Danimarca   | 1 - 3 | Svezia      | 10-25, 25-19, 25-27, 16-25        |
| 20 maggio 2016 Audentes Sports Centre, Tallinn Durata: 1h:08 - Spettatori: 450 | Estonia     | 3 - 0 | Lussemburgo | 25-18, 25-16, 25-12               |
| 21 maggio 2016 Audentes Sports Centre, Tallinn Durata: 1h:13 - Spettatori: 100 | Svezia      | 3 - 0 | Lussemburgo | 25.19, 25-19, 25-16               |
| 21 maggio 2016 Audentes Sports Centre, Tallinn Durata: 1h:13 - Spettatori: 500 | Danimarca   | 0 - 3 | Estonia     | 13-25, 17-25, 17-25               |
| 22 maggio 2016 Audentes Sports Centre, Tallinn Durata: 1h:09 - Spettatori: 100 | Lussemburgo | 0 - 3 | Danimarca   | 14-25, 17-25, 17-25               |
| 22 maggio 2016 Audentes Sports Centre, Tallinn Durata: 2h:06 - Spettatori: 700 | Svezia      | 2 - 3 | Estonia     | 25-16, 25-17, 16-25, 17-25, 16-18 |

##### Classifica
| Pos | Squadra     | Pt | G | V | P | SV | SP | Ratio | PF  | PS  | Ratio |
| --- | ----------- | -- | - | - | - | -- | -- | ----- | --- | --- | ----- |
| 1   | Estonia     | 8  | 3 | 3 | 0 | 9  | 2  | 4.500 | 251 | 192 | 1.307 |
| 2   | Svezia      | 7  | 3 | 2 | 1 | 8  | 4  | 2.000 | 270 | 231 | 1.168 |
| 3   | Danimarca   | 3  | 3 | 1 | 2 | 4  | 6  | 0.666 | 198 | 219 | 0.904 |
| 4   | Lussemburgo | 0  | 3 | 0 | 3 | 0  | 9  | 0.000 | 148 | 225 | 0.657 |

#### Girone 2

##### Risultati
| 20 maggio 2016 Alytus Center, Alytus Durata: 1h:06 - Spettatori: 100 | Norvegia             | 0 - 3 | Bosnia ed Erzegovina | 19-25, 13-25, 11-25               |
| 20 maggio 2016 Alytus Center, Alytus Durata: 1h:40 - Spettatori: 120 | Lituania             | 1 - 3 | Montenegro           | 19-25, 22-25, 25-22, 13-25        |
| 21 maggio 2016 Alytus Center, Alytus Durata: 2h:05 - Spettatori: 70  | Bosnia ed Erzegovina | 3 - 2 | Montenegro           | 25-23, 25-27, 13-25, 25-22, 15-9  |
| 21 maggio 2016 Alytus Center, Alytus Durata: 2h:00 - Spettatori: 110 | Norvegia             | 3 - 2 | Lituania             | 20-25, 12-25, 27-25, 25-23, 15-12 |
| 22 maggio 2016 Alytus Center, Alytus Durata: 1h:07 - Spettatori: 50  | Montenegro           | 3 - 0 | Norvegia             | 25-19, 25-18, 25-15               |
| 22 maggio 2016 Alytus Center, Alytus Durata: 1h:57 - Spettatori: 80  | Bosnia ed Erzegovina | 3 - 2 | Lituania             | 21-25, 21-25, 25-8, 25-18, 15-8   |

##### Classifica
| Pos | Squadra              | Pt | G | V | P | SV | SP | Ratio | PF  | PS  | Ratio |
| --- | -------------------- | -- | - | - | - | -- | -- | ----- | --- | --- | ----- |
| 1   | Bosnia ed Erzegovina | 7  | 3 | 3 | 0 | 9  | 4  | 2.250 | 285 | 233 | 1.223 |
| 2   | Montenegro           | 7  | 3 | 2 | 1 | 8  | 4  | 2.000 | 278 | 234 | 1.188 |
| 3   | Norvegia             | 2  | 3 | 1 | 2 | 3  | 8  | 0.375 | 194 | 260 | 0.746 |
| 4   | Lituania             | 2  | 3 | 0 | 3 | 5  | 9  | 0.555 | 273 | 303 | 0.901 |

### Seconda fase
| Girone A | Girone B             | Girone C  | Girone D   | Girone E   |
| -------- | -------------------- | --------- | ---------- | ---------- |
| Austria  | Belgio               | Estonia   | Croazia    | Bulgaria   |
| Italia   | Bosnia ed Erzegovina | Finlandia | Israele    | Montenegro |
| Lettonia | Francia              | Polonia   | Portogallo | Romania    |
| Ucraina  | Spagna               | Ungheria  | Slovacchia | Svizzera   |

| Girone F    |
| ----------- |
| Bielorussia |
| Grecia      |
| Rep. Ceca   |
| Slovenia    |

#### Girone A

##### Risultati
| 16 settembre 2016 FSK Olymp, Južne Durata: 1h:16 - Spettatori: 1 300               | Austria  | 0 - 3 | Ucraina  | 24-26, 13-25, 13-25               |
| 16 settembre 2016 FSK Olymp, Južne Durata: 1h:00 - Spettatori: 700                 | Italia   | 3 - 0 | Lettonia | 25-12, 25-15, 25-6                |
| 17 settembre 2016 FSK Olymp, Južne Durata: 1h:02 - Spettatori: 650                 | Ucraina  | 3 - 0 | Lettonia | 25-10, 25-14, 25-17               |
| 17 settembre 2016 FSK Olymp, Južne Durata: 1h:12 - Spettatori: 300                 | Austria  | 0 - 3 | Italia   | 14-25, 12-25, 22-25               |
| 18 settembre 2016 FSK Olymp, Južne Durata: 1h:47 - Spettatori: 1 150               | Ucraina  | 2 - 3 | Italia   | 17-25, 25-21, 25-19, 11-25, 12-15 |
| 18 settembre 2016 FSK Olymp, Južne Durata: 2h:02 - Spettatori: 150                 | Lettonia | 2 - 3 | Austria  | 18-25, 25-23, 25-23, 13-25, 11-15 |
| 23 settembre 2016 PalaMadigan, Montecatini Terme Durata: 1h:03 - Spettatori: 120   | Lettonia | 0 - 3 | Ucraina  | 12-25, 9-25, 12-25                |
| 23 settembre 2016 PalaMadigan, Montecatini Terme Durata: 1h:18 - Spettatori: 1 050 | Italia   | 3 - 0 | Austria  | 25-15, 26-24, 25-15               |
| 24 settembre 2016 PalaMadigan, Montecatini Terme Durata: 1h:09 - Spettatori: 1 550 | Ucraina  | 3 - 0 | Austria  | 25-15, 25-12, 25-10               |
| 24 settembre 2016 PalaMadigan, Montecatini Terme Durata: 0h:59 - Spettatori: 3 250 | Lettonia | 0 - 3 | Italia   | 8-25, 13-25, 15-25                |
| 25 settembre 2016 PalaMadigan, Montecatini Terme Durata: 1h:11 - Spettatori: 730   | Austria  | 3 - 0 | Lettonia | 25-19, 25-18, 25-16               |
| 25 settembre 2016 PalaMadigan, Montecatini Terme Durata: 1h:36 - Spettatori: 2 110 | Ucraina  | 1 - 3 | Italia   | 11-25, 25-18, 20-25, 15-25        |

##### Classifica
| Pos | Squadra  | Pt | G | V | P | SV | SP | Ratio | PF  | PS  | Ratio |
| --- | -------- | -- | - | - | - | -- | -- | ----- | --- | --- | ----- |
| 1   | Italia   | 17 | 6 | 6 | 0 | 18 | 3  | 6.000 | 499 | 331 | 1.507 |
| 2   | Ucraina  | 13 | 6 | 4 | 2 | 15 | 6  | 2.250 | 462 | 359 | 1.286 |
| 3   | Austria  | 5  | 6 | 2 | 4 | 6  | 14 | 0.428 | 374 | 447 | 0.836 |
| 4   | Lettonia | 1  | 6 | 0 | 6 | 2  | 18 | 0.111 | 288 | 486 | 0.592 |

#### Girone B

##### Risultati
| 16 settembre 2016 Palais des sports de Bordeaux, Bordeaux Durata: 1h:18 - Spettatori: 200   | Bosnia ed Erzegovina | 0 - 3 | Spagna               | 18-25, 17-25, 15-25               |
| 16 settembre 2016 Palais des sports de Bordeaux, Bordeaux Durata: 1h:52 - Spettatori: 800   | Francia              | 1 - 3 | Belgio               | 20-25, 26-24, 17-25, 23-25        |
| 17 settembre 2016 Palais des sports de Bordeaux, Bordeaux Durata: 2h:03 - Spettatori: 300   | Spagna               | 2 - 3 | Belgio               | 15-25, 25-19, 25-22, 21-25, 11-15 |
| 17 settembre 2016 Palais des sports de Bordeaux, Bordeaux Durata: 1h:21 - Spettatori: 900   | Bosnia ed Erzegovina | 0 - 3 | Francia              | 13-25, 18-25, 19-25               |
| 18 settembre 2016 Palais des sports de Bordeaux, Bordeaux Durata: 1h:09 - Spettatori: 200   | Belgio               | 3 - 0 | Bosnia ed Erzegovina | 25-3, 25-9, 28-26                 |
| 18 settembre 2016 Palais des sports de Bordeaux, Bordeaux Durata: 1h:21 - Spettatori: 1 000 | Spagna               | 3 - 0 | Francia              | 25-14, 25-22, 25-19               |
| 22 settembre 2016 Lotto Arena, Anversa Durata: 1h:18 - Spettatori: 325                      | Spagna               | 3 - 0 | Bosnia ed Erzegovina | 25-22, 25-18, 25-16               |
| 22 settembre 2016 Lotto Arena, Anversa Durata: 1h:12 - Spettatori: 1 850                    | Francia              | 0 - 3 | Belgio               | 15-25, 12-25, 15-25               |
| 23 settembre 2016 Lotto Arena, Anversa Durata: 1h:40 - Spettatori: 225                      | Bosnia ed Erzegovina | 1 - 3 | Francia              | 23-25, 25-18, 15-25, 22-25        |
| 24 settembre 2016 Lotto Arena, Anversa Durata: 1h:01 - Spettatori: 3 500                    | Belgio               | 3 - 0 | Bosnia ed Erzegovina | 25-13, 25-8, 25-5                 |
| 24 settembre 2016 Lotto Arena, Anversa Durata: 1h:52 - Spettatori: 410                      | Spagna               | 1 - 3 | Francia              | 20-25, 33-31, 23-25, 17-25        |
| 25 settembre 2016 Lotto Arena, Anversa Durata: 1h:30 - Spettatori: 4 450                    | Belgio               | 3 - 0 | Spagna               | 25-20, 29-27, 29-27               |

##### Classifica
| Pos | Squadra              | Pt | G | V  | P | SV | SP | Ratio | PF  | PS  | Ratio |
| --- | -------------------- | -- | - | -- | - | -- | -- | ----- | --- | --- | ----- |
| 1   | Belgio               | 17 | 6 | 6  | 0 | 18 | 3  | 6.000 | 516 | 363 | 1.421 |
| 2   | Spagna               | 10 | 6 | '3 | 3 | 12 | 9  | 1.333 | 489 | 456 | 1.072 |
| 3   | Francia              | 9  | 6 | 3  | 3 | 10 | 11 | 0.909 | 457 | 477 | 0.958 |
| 4   | Bosnia ed Erzegovina | 0  | 6 | 0  | 6 | 1  | 18 | 0.055 | 305 | 471 | 0.647 |

#### Girone C

##### Risultati
| 16 settembre 2016 Érd Aréna, Érd Durata: 1h:24 - Spettatori: 172                       | Finlandia | 0 - 3 | Polonia   | 19-25, 16-25, 21-25               |
| 16 settembre 2016 Érd Aréna, Érd Durata: 1h:41 - Spettatori: 476                       | Ungheria  | 3 - 1 | Estonia   | 25-19, 25-22, 16-25, 25-11        |
| 17 settembre 2016 Érd Aréna, Érd Durata: 1h:21 - Spettatori: 153                       | Polonia   | 3 - 0 | Estonia   | 25-17, 25-16, 25-17               |
| 17 settembre 2016 Érd Aréna, Érd Durata: 1h:56 - Spettatori: 658                       | Finlandia | 1 - 3 | Ungheria  | 27-25, 19-25, 19-25, 20-25        |
| 18 settembre 2016 Érd Aréna, Érd Durata: 2h:03 - Spettatori: 255                       | Estonia   | 3 - 2 | Finlandia | 25-13, 22-25, 20-25, 25-20, 15-11 |
| 18 settembre 2016 Érd Aréna, Érd Durata: 1h:53 - Spettatori: 773                       | Polonia   | 3 - 1 | Ungheria  | 23-25, 25-14, 25-20, 25-22        |
| 23 settembre 2016 Hala Sportowa Miejski, Bielsko-Biała Durata: 2h:06 - Spettatori: 240 | Finlandia | 2 - 3 | Ungheria  | 23-25, 25-18, 23-25, 25-22, 9-15  |
| 23 settembre 2016 Hala Sportowa Miejski, Bielsko-Biała Durata: 1h:13 - Spettatori: 540 | Polonia   | 3 - 0 | Estonia   | 25-19, 25-17, 25-17               |
| 24 settembre 2016 Hala Sportowa Miejski, Bielsko-Biała Durata: 2h:00 - Spettatori: 160 | Ungheria  | 3 - 2 | Estonia   | 25-16, 20-25, 23-25, 25-14, 15-13 |
| 24 settembre 2016 Hala Sportowa Miejski, Bielsko-Biała Durata: 1h:47 - Spettatori: 890 | Finlandia | 1 - 3 | Polonia   | 23-25, 20-25, 25-20, 19-25        |
| 25 settembre 2016 Hala Sportowa Miejski, Bielsko-Biała Durata: 2h:02 - Spettatori: 140 | Estonia   | 2 - 3 | Finlandia | 21-25, 25-20, 15-25, 25-22, 13-15 |
| 25 settembre 2016 Hala Sportowa Miejski, Bielsko-Biała Durata: 1h:09 - Spettatori: 720 | Ungheria  | 0 - 3 | Polonia   | 18-25, 18-25, 10-25               |

##### Classifica
| Pos | Squadra   | Pt | G | V | P | SV | SP | Ratio | PF  | PS  | Ratio |
| --- | --------- | -- | - | - | - | -- | -- | ----- | --- | --- | ----- |
| 1   | Polonia   | 18 | 6 | 6 | 0 | 18 | 2  | 9.000 | 493 | 373 | 1.321 |
| 2   | Ungheria  | 10 | 6 | 4 | 2 | 13 | 12 | 1.083 | 531 | 533 | 0.996 |
| 3   | Finlandia | 4  | 6 | 1 | 5 | 9  | 17 | 0.529 | 534 | 581 | 0.919 |
| 4   | Estonia   | 4  | 6 | 1 | 5 | 8  | 17 | 0.470 | 479 | 550 | 0.870 |

#### Girone D

##### Risultati
| 16 settembre 2016 Estádio Municipal, Póvoa de Varzim Durata: 1h:17 - Spettatori: 50    | Slovacchia | 0 - 3 | Croazia    | 12-25, 15-25, 18-25        |
| 16 settembre 2016 Estádio Municipal, Póvoa de Varzim Durata: 1h:37 - Spettatori: 400   | Portogallo | 3 - 0 | Israele    | 25-15, 26-24, 28-26        |
| 17 settembre 2016 Estádio Municipal, Póvoa de Varzim Durata: 1h:28 - Spettatori: 50    | Croazia    | 3 - 0 | Israele    | 25-9, 25-21, 27-25         |
| 17 settembre 2016 Estádio Municipal, Póvoa de Varzim Durata: 1h:54 - Spettatori: 1 200 | Slovacchia | 3 - 1 | Portogallo | 25-19, 25-17, 23-25, 25-21 |
| 18 settembre 2016 Estádio Municipal, Póvoa de Varzim Durata: 1h:52 - Spettatori: 50    | Israele    | 1 - 3 | Slovacchia | 17-25, 25-18, 20-25, 21-25 |
| 18 settembre 2016 Estádio Municipal, Póvoa de Varzim Durata: 1h:18 - Spettatori: 1 500 | Croazia    | 3 - 0 | Portogallo | 25-15, 25-17, 25-18        |
| 22 settembre 2016 Dvorana Gimnasium, Rovigno Durata: 1h:55 - Spettatori: 30            | Slovacchia | 3 - 1 | Israele    | 25-15, 25-23, 21-25, 27-25 |
| 23 settembre 2016 Dvorana Gimnasium, Rovigno Durata: 1h:53 - Spettatori: 55            | Portogallo | 3 - 1 | Israele    | 25-19, 23-25, 25-19, 25-12 |
| 23 settembre 2016 Dvorana Gimnasium, Rovigno Durata: 1h:21 - Spettatori: 455           | Croazia    | 3 - 0 | Slovacchia | 25-21, 25-20, 26-24        |
| 24 settembre 2016 Dvorana Gimnasium, Rovigno Durata: 1h:16 - Spettatori: 365           | Croazia    | 3 - 0 | Portogallo | 25-21, 25-15, 25-20        |
| 25 settembre 2016 Dvorana Gimnasium, Rovigno Durata: 1h:37 - Spettatori: 50            | Slovacchia | 3 - 1 | Portogallo | 25-19, 25-14, 18-25, 25-17 |
| 25 settembre 2016 Dvorana Gimnasium, Rovigno Durata: 1h:56 - Spettatori: 225           | Israele    | 1 - 3 | Croazia    | 26-28, 15-25, 26-24, 24-26 |

##### Classifica
| Pos | Squadra    | Pt | G | V | P | SV | SP | Ratio  | PF  | PS  | Ratio |
| --- | ---------- | -- | - | - | - | -- | -- | ------ | --- | --- | ----- |
| 1   | Croazia    | 18 | 6 | 6 | 0 | 8  | 1  | 18.000 | 481 | 362 | 1.328 |
| 2   | Slovacchia | 12 | 6 | 4 | 2 | 12 | 10 | 1.200  | 492 | 479 | 1.027 |
| 3   | Portogallo | 6  | 6 | 2 | 4 | 8  | 13 | 0.615  | 440 | 481 | 0.914 |
| 4   | Israele    | 0  | 6 | 0 | 6 | 4  | 18 | 0.222  | 457 | 548 | 0.833 |

#### Girone E

##### Risultati
| 16 settembre 2016 Hristo Botev Hall, Sofia Durata: 1h:58 - Spettatori: 100       | Montenegro | 3 - 1 | Romania    | 25-23, 25-21, 21-25, 25-19        |
| 16 settembre 2016 Hristo Botev Hall, Sofia Durata: 1h:20 - Spettatori: 400       | Bulgaria   | 3 - 0 | Svizzera   | 25-18, 25-13, 25-14               |
| 17 settembre 2016 Hristo Botev Hall, Sofia Durata: 1h:49 - Spettatori: 50        | Romania    | 3 - 1 | Svizzera   | 25-23, 19-25, 25-20, 25-22        |
| 17 settembre 2016 Hristo Botev Hall, Sofia Durata: 1h:22 - Spettatori: 500       | Montenegro | 0 - 3 | Bulgaria   | 18-25, 19-25, 11-25               |
| 18 settembre 2016 Hristo Botev Hall, Sofia Durata: 2h:01 - Spettatori: 50        | Svizzera   | 3 - 2 | Montenegro | 16-25, 25-12, 25-20, 23-25, 15-13 |
| 18 settembre 2016 Hristo Botev Hall, Sofia Durata: 1h:33 - Spettatori: 600       | Romania    | 0 - 3 | Bulgaria   | 22-25, 15-25, 20-25               |
| 22 settembre 2016 Sala Polivalentă, Piatra Neamţ Durata: 1h:03 - Spettatori: 720 | Svizzera   | 0 - 3 | Romania    | 12-25, 11-25, 14-25               |
| 22 settembre 2016 Sala Polivalentă, Piatra Neamţ Durata: 1h:44 - Spettatori: 100 | Bulgaria   | 3 - 1 | Montenegro | 26-28, 25-11, 25-12, 25-18        |
| 23 settembre 2016 Sala Polivalentă, Piatra Neamţ Durata: 1h:22 - Spettatori: 800 | Romania    | 3 - 0 | Montenegro | 25-17, 25-19, 25-15               |
| 23 settembre 2016 Sala Polivalentă, Piatra Neamţ Durata: 1h:56 - Spettatori: 70  | Svizzera   | 2 - 3 | Bulgaria   | 25-20, 17-25, 25-23, 15-25, 12-15 |
| 24 settembre 2016 Sala Polivalentă, Piatra Neamţ Durata: 1h:14 - Spettatori: 900 | Romania    | 0 - 3 | Bulgaria   | 18-25, 8-25, 22-25                |
| 24 settembre 2016 Sala Polivalentă, Piatra Neamţ Durata: 1h:52 - Spettatori: 60  | Montenegro | 3 - 1 | Svizzera   | 25-21, 23-25, 25-16, 25-20        |

##### Classifica
| Pos | Squadra    | Pt | G | V | P | SV | SP | Ratio | PF  | PS  | Ratio |
| --- | ---------- | -- | - | - | - | -- | -- | ----- | --- | --- | ----- |
| 1   | Bulgaria   | 17 | 6 | 6 | 0 | 18 | 3  | 6.000 | 509 | 361 | 1.410 |
| 2   | Romania    | 9  | 6 | 3 | 3 | 10 | 10 | 1.000 | 437 | 424 | 1.030 |
| 3   | Montenegro | 7  | 6 | 2 | 4 | 9  | 14 | 0.642 | 457 | 525 | 0.870 |
| 4   | Svizzera   | 3  | 6 | 1 | 5 | 7  | 17 | 0.411 | 452 | 545 | 0.829 |

#### Girone F

##### Risultati
| 16 settembre 2016 Sportovní hala Vodova, Brno Durata: 1h:59 - Spettatori: 50    | Slovenia    | 2 - 3 | Bielorussia | 25-13, 25-20, 16-25, 20-25, 12-15 |
| 16 settembre 2016 Sportovní hala Vodova, Brno Durata: 1h:17 - Spettatori: 300   | Rep. Ceca   | 3 - 0 | Grecia      | 25-12, 25-20, 25-15               |
| 17 settembre 2016 Sportovní hala Vodova, Brno Durata: 1h:11 - Spettatori: 100   | Bielorussia | 3 - 2 | Grecia      | 25-16, 25-14, 22-25, 24-26, 15-12 |
| 17 settembre 2016 Sportovní hala Vodova, Brno Durata: 1h:15 - Spettatori: 2 500 | Slovenia    | 0 - 3 | Rep. Ceca   | 20-25, 16-25, 13-25               |
| 18 settembre 2016 Sportovní hala Vodova, Brno Durata: 1h:36 - Spettatori: 50    | Grecia      | 1 - 3 | Slovenia    | 16-25, 25-21, 20-25, 8-25         |
| 18 settembre 2016 Sportovní hala Vodova, Brno Durata: 2h:18 - Spettatori: 1 000 | Bielorussia | 3 - 2 | Rep. Ceca   | 20-25, 25-22, 19-25, 26-24, 15-10 |
| 23 settembre 2016 Dvorana Tabor, Maribor Durata: 2h:13 - Spettatori: 80         | Bielorussia | 2 - 3 | Rep. Ceca   | 24-26, 24-26, 25-22, 25-21, 7-15  |
| 23 settembre 2016 Dvorana Tabor, Maribor Durata: 2h:05 - Spettatori: 400        | Slovenia    | 3 - 2 | Grecia      | 23-25, 25-20, 26-24, 23-25, 15-8  |
| 24 settembre 2016 Dvorana Tabor, Maribor Durata: 1h:23 - Spettatori: 80         | Rep. Ceca   | 3 - 0 | Grecia      | 25-20, 25-13, 25-22               |
| 24 settembre 2016 Dvorana Tabor, Maribor Durata: 1h:24 - Spettatori: 600        | Bielorussia | 3 - 0 | Slovenia    | 25-21, 25-17, 25-16               |
| 25 settembre 2016 Dvorana Tabor, Maribor Durata: 1h:24 - Spettatori: 50         | Grecia      | 0 - 3 | Bielorussia | 22-25, 21-25, 19-25               |
| 25 settembre 2016 Dvorana Tabor, Maribor Durata: 1h:51 - Spettatori: 400        | Rep. Ceca   | 1 - 3 | Slovenia    | 24-26, 25-19, 20-25, 21-25        |

##### Classifica
| Pos | Squadra     | Pt | G | V | P | SV | SP | Ratio | PF  | PS  | Ratio |
| --- | ----------- | -- | - | - | - | -- | -- | ----- | --- | --- | ----- |
| 1   | Bielorussia | 13 | 6 | 5 | 1 | 17 | 9  | 1.888 | 569 | 523 | 1.088 |
| 2   | Rep. Ceca   | 12 | 6 | 4 | 2 | 15 | 8  | 1.875 | 531 | 456 | 1.164 |
| 3   | Slovenia    | 9  | 6 | 3 | 3 | 11 | 13 | 0.846 | 504 | 509 | 0.990 |
| 4   | Grecia      | 2  | 6 | 0 | 6 | 5  | 18 | 0.277 | 428 | 544 | 0.786 |

### Terza fase

#### Andata
| 1º ottobre 2017 Sala Polivalentă, Piatra Neamț Durata: 1h:20 - Spettatori: 800           | Romania   | 3 - 0 | Ungheria   | 25-17, 25-18, 25-15               |
| 1º ottobre 2017 Jablonec City Hall, Jablonec nad Nisou Durata: 1h:15 - Spettatori: 1 000 | Rep. Ceca | 3 - 0 | Slovacchia | 25-14, 25-20, 25-15               |
| 1º ottobre 2017 FSK Olymp, Južne Durata: 2h:19 - Spettatori: 600                         | Ucraina   | 2 - 3 | Spagna     | 22-25, 23-25, 29-27, 25-23, 12-15 |

#### Ritorno
| 9 ottobre 2017 Érd Aréna, Érd Durata: 2h:25 - Spettatori: 1 100                         | Ungheria   | 3 - 1 | Romania   | 14-25, 25-22, 27-25, 25-19 Golden set: 15-13 |
| 5 ottobre 2017 Arena Poprad, Poprad Durata: 2h:04 - Spettatori: 950                     | Slovacchia | 3 - 2 | Rep. Ceca | 26-28, 25-19, 23-25, 25-22, 15-10            |
| 7 ottobre 2017 Polidesportivo Agua Vivas, Guadalajara Durata: 1h:54 - Spettatori: 1 200 | Spagna     | 1 - 3 | Ucraina   | 21-25, 25-22, 22-25, 14-25                   |

## Squadre qualificate
| Squadra     | Qualificazione  |
| ----------- | --------------- |
| Belgio      | 1ª nel girone B |
| Bielorussia | 1ª nel girone F |
| Bulgaria    | 1ª nel girone E |
| Croazia     | 1ª nel girone D |
| Italia      | 1ª nel girone A |
| Polonia     | 1ª nel girone C |
| Rep. Ceca   | Spareggio       |
| Ucraina     | Spareggio       |
| Ungheria    | Spareggio       |